# Sotalbo
Sotalbo oder Sotalvo ist ein Ort und eine zentralspanische Gemeinde (municipio) mit 245 Einwohnern (Stand: 2024) in der Provinz Ávila in der Autonomen Region Kastilien-León.

## Lage
Der Ort Sotalbo befindet sich in den nördlichen Ausläufern der Sierra de Gredos gut 34 km südwestlich von Ávila bzw. knapp 150 km nordwestlich von Madrid in einer Höhe von ca. 1155 m ü. d. M. Der Río Picueso fließt ca. 1 km westlich am Ort vorbei. Das Klima im Winter ist kühl, im Sommer dagegen trotz der Höhenlage durchaus warm; die geringen Niederschlagsmengen (ca. 435 mm/Jahr) fallen – mit Ausnahme der nahezu regenlosen Sommermonate – verteilt übers ganze Jahr.

## Bevölkerungsentwicklung
| Jahr      | 1857 | 1900 | 1950 | 2000 | 2017 |
| Einwohner | 471  | 571  | 732  | 267  | 237  |

Der Bevölkerungsrückgang seit den 1950er Jahren ist im Wesentlichen auf die Mechanisierung der Landwirtschaft und den damit einhergehenden Verlust an Arbeitsplätzen zurückzuführen.

## Wirtschaft
Das wirtschaftliche Leben von Sotalbo ist in hohem Maße agrarisch orientiert – früher wurden Getreide, Weinreben etc. zur Selbstversorgung angepflanzt; Gemüse stammte aus den Hausgärten. Viehzucht (früher hauptsächlich Schafe und Ziegen, heute zumeist Rinder) wurde ebenfalls betrieben. Im Ort selbst haben sich Kleinhändler, Handwerker sowie Dienstleister aller Art angesiedelt. Mittlerweile spielt auch der ländliche Tourismus (turismo rural) eine immer bedeutsamer werdende Rolle für das Wirtschaftsleben der Gemeinde.

## Geschichte

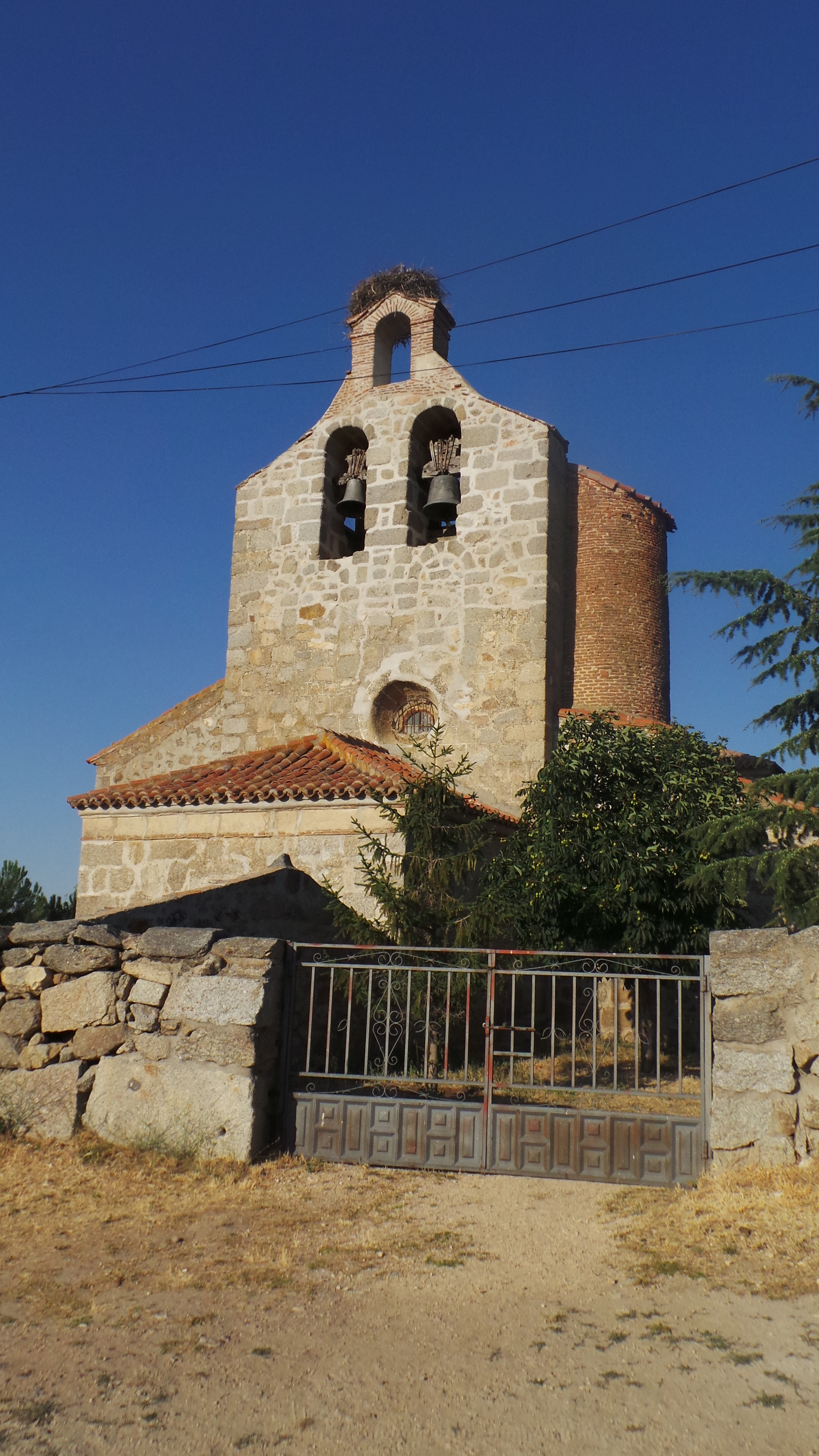
Sotalbo – Iglesia de N. S. de la Purificación

Über die ältere Geschichte von Sotalbos ist nur wenig bekannt, doch beweist die auf dem Gebiet des Nachbarorts Solosancho gelegene keltische (vielleicht vettonische) Höhenfestung Castro de Ulaca eine frühe Besiedlung der Region. Römische und westgotische Zeugnisse fehlen. Im 8. Jahrhundert überrannten die Mauren das Gebiet; von Siedlungen ist jedoch nichts bekannt. Im 11. Jahrhundert wurde die Gegend von den Christen zurückerobert (reconquista) und wiederbesiedelt (repoblación). In einem Dokument des Jahres 1250 wird eine Großgemeinde mit Namen Valle Amblés genannt, zu der auch der namentlich jedoch nicht genannte und vielleicht noch nicht existente Ort Sotalbo gehörte.

## Sehenswürdigkeiten
- Die schlichte Kirche Nuestra Señora de la Purificación stammt aus dem 16. Jahrhundert und ist aus Feldsteinen gemauert. Im 17./18. Jahrhundert wurden auf der Südseite ein einfacher Portikus und eine Sakristei hinzugefügt; gleichzeitig wurde die Artesonado-Holzdecke des Kirchenschiffs neu bemalt. Aus dem 18. Jahrhundert stammt auch das spätbarocke Altarretabel (retablo) mit gedrehten Säulen im Stil des Churriguerismus.[5]

Umgebung
- Auf dem Gebiet der westlich gelegenen Nachbargemeinde Solosancho befindet sich die keltische Höhenfestung des Castro de Ulaca.
- Auf dem Gebiet der östlich gelegenen Nachbargemeinde Mironcillo befindet sich das um 1500 erbaute Castillo de Aunqueospese.